# Hafenstadt

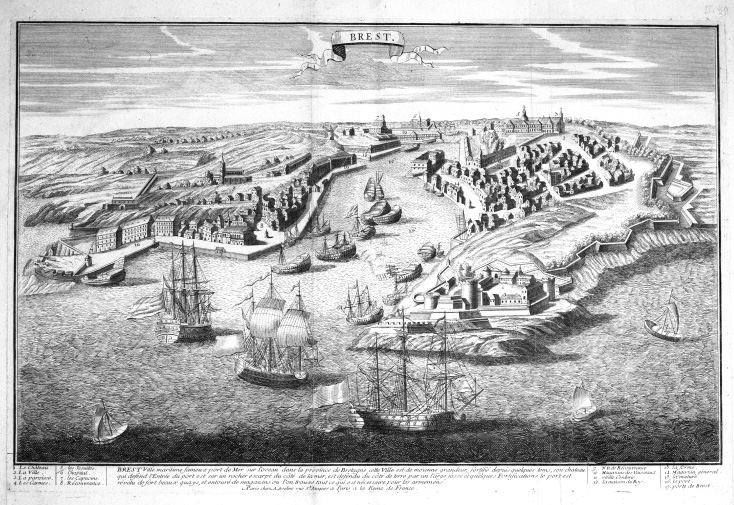
Die Hafenstadt Brest (um 1800)

Eine Hafenstadt ist im engeren Sinne eine große Ansiedlung, die einen der Seeschifffahrt dienenden Hafen am Meer, einem See oder einem Fluss hat, in dem Schiffe anlegen können. Sie sind Standorte des Seehandels und ein Tor zur Welt, ein Attribut, das Hamburg ausdrücklich für sich in Anspruch nimmt. Durch die funktionale Spezialisierung unterscheiden sich Hafenstädte mit ihrer Infrastruktur von Fischerdörfern und Orten mit einfachen Anlegestellen durch ein ständiges Kommen und Gehen von Menschen und Waren von und nach verschiedenen Weltgegenden. Hafenstädte zeichnen sich durch die dauerhafte Anwesenheit und den Einfluss von Fremden aus. Waren, Informationen und kulturelle Einflüsse werden hier ausgetauscht. Im weiteren Sinne ist jede Stadt mit Hafen eine Hafenstadt; dies schließt auch Städte mit Binnenhäfen, die nicht dem Seehandel zugänglich sind, mit ein.

## Geschichte

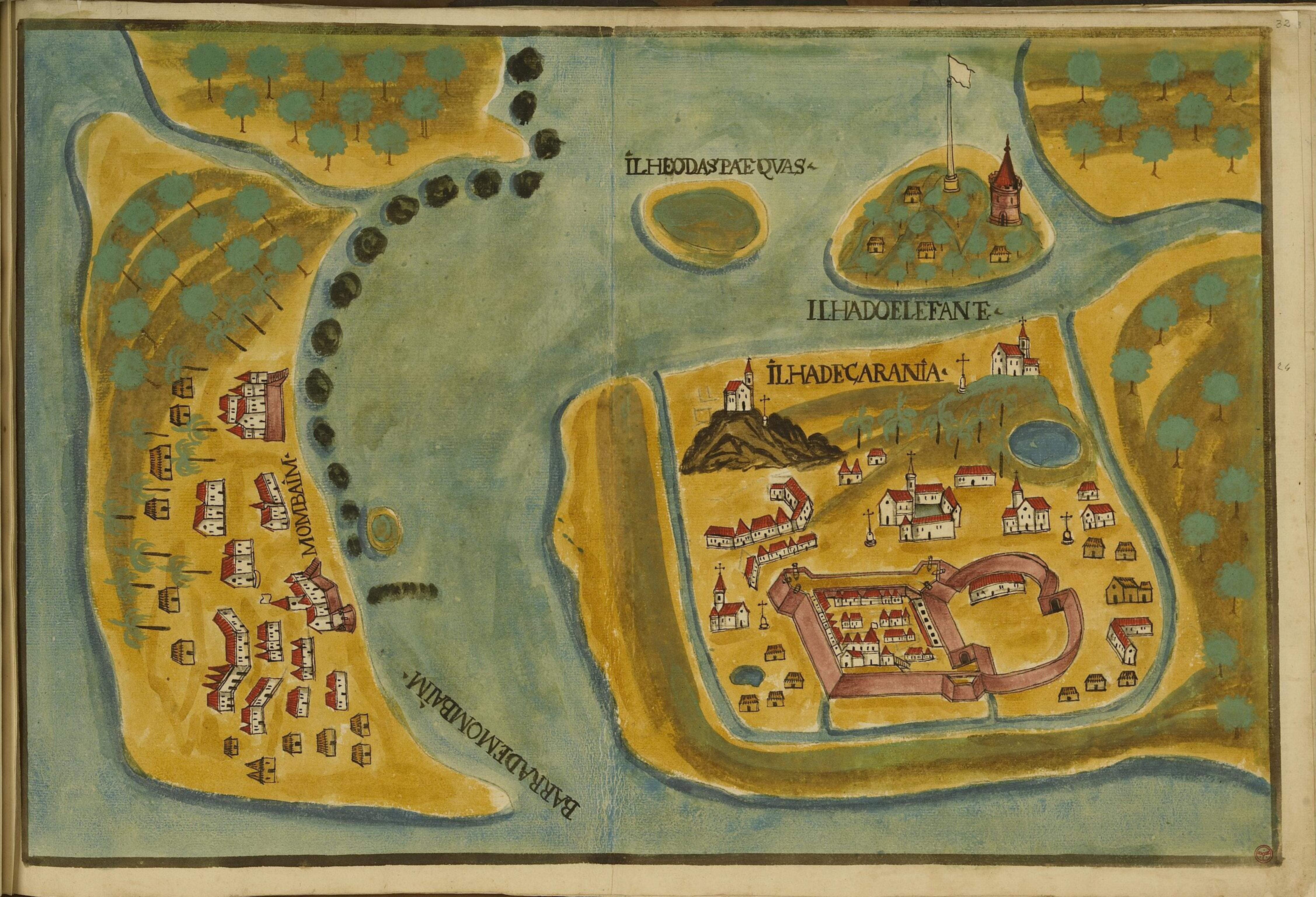
Portugiesische Karte von Bombay (1639). Die Bucht dient als natürlicher Hafen.

Die ersten bekannten Hafenstädte waren vermutlich Sidon und Tyros. Anfangs wurden natürliche Buchten und Flussmündungen als Häfen genutzt und bildeten die Keimzelle für die Expansion der Städte. Hafenstädte wurden hier aufgrund der günstigen natürlichen Begebenheiten gegründet. Später folgte der Ausbau von Anlegestellen, Schutzbauten und Lager- und Handelsplätzen. Waren Städte selbst zu weit vom Meer oder einem schiffbaren Fluss entfernt, gründete man Hafenstädte als Dependance. Ostia Antica, Piräus, Delfshaven und Bremerhaven sind Beispiele dafür.
Der Handel sorgte für wachsenden Wohlstand und damit zunehmenden politischen Einfluss, bis oft zu weitreichenden Eigenständigkeiten (zum Beispiel Hamburg, Danzig, Genua, Venedig). Sie wurden immer wieder durch Bündnisse mit anderen Hafenstädten gesichert. So schlossen sich in der Mitte des 12. Jahrhunderts im Nord- und Ostseeraum Städte zur Hanse zusammen, um ihre wirtschaftlichen Interessen und ihre Handelswege zu schützen. Noch älter ist das Bündnis der Cinque Ports in England. Der ständige Wechsel zwischen Kooperation und Konkurrenz verhinderte aber immer wieder, dass aus solchen Bündnissen feste politische Gebilde wurden.

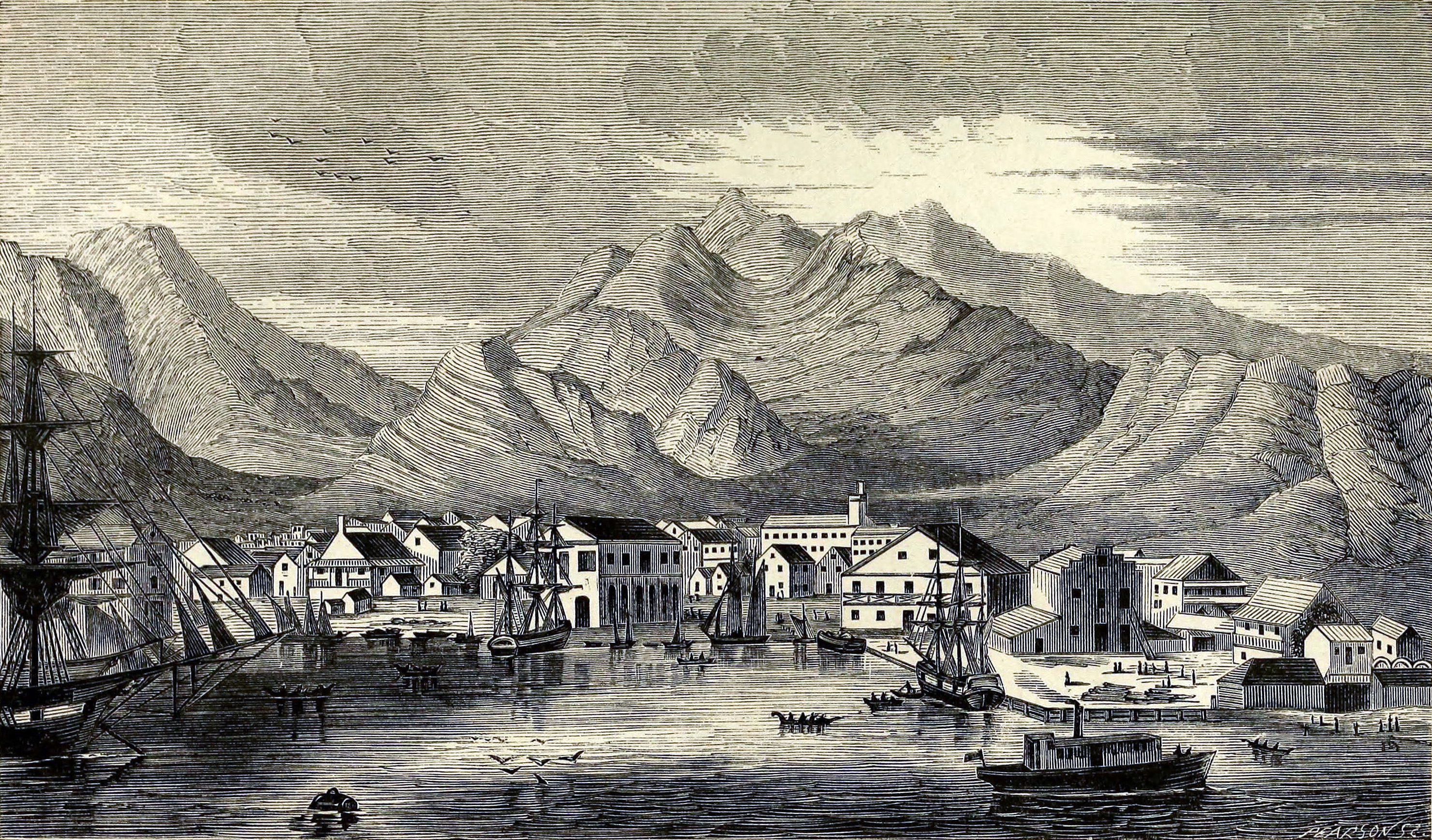
Der Hafen von Honolulu (1869)

Von anderen Hafenstädten aus, hinter denen die Macht eines Landes stand, wurden aber über den Seeweg Kolonien gegründet, die die Grundlage für Imperien wurden. Waren die griechischen Kolonien der Antike noch unabhängige Städte von Auswanderern, baute sich die Hafenstadt Karthago ein Reich auf, dessen Teile über den Seeweg verbunden waren. Lissabon, Sevilla, Amsterdam, Portsmouth und Marseille waren Ausgangspunkte der neuzeitlichen, europäischen Entdeckungsreisen und Eroberungen. Auf den anderen Kontinenten entstanden an geographisch geeigneten Orten neue Hafenstädte, als entsprechendes Gegenstück, oder wurden von den Kolonialmächten erobert. Dazu gehören zum Beispiel Hongkong, Rio de Janeiro, Bombay („gute Bucht“), New York, Dschibuti und Dili. In Japan beschränkte man 1639 den Handel mit der Außenwelt auf die Insel Dejima in der Bucht von Nagasaki. Küstenstädte erlangten durch den Hafenausbau der Kolonialmächte an Bedeutung als Zugang zum Hinterland. Im Deutschen Kolonialreich galt dies etwa für Daressalam in Deutsch-Ostafrika und Tsingtau im Pachtgebiet Kiautschou.

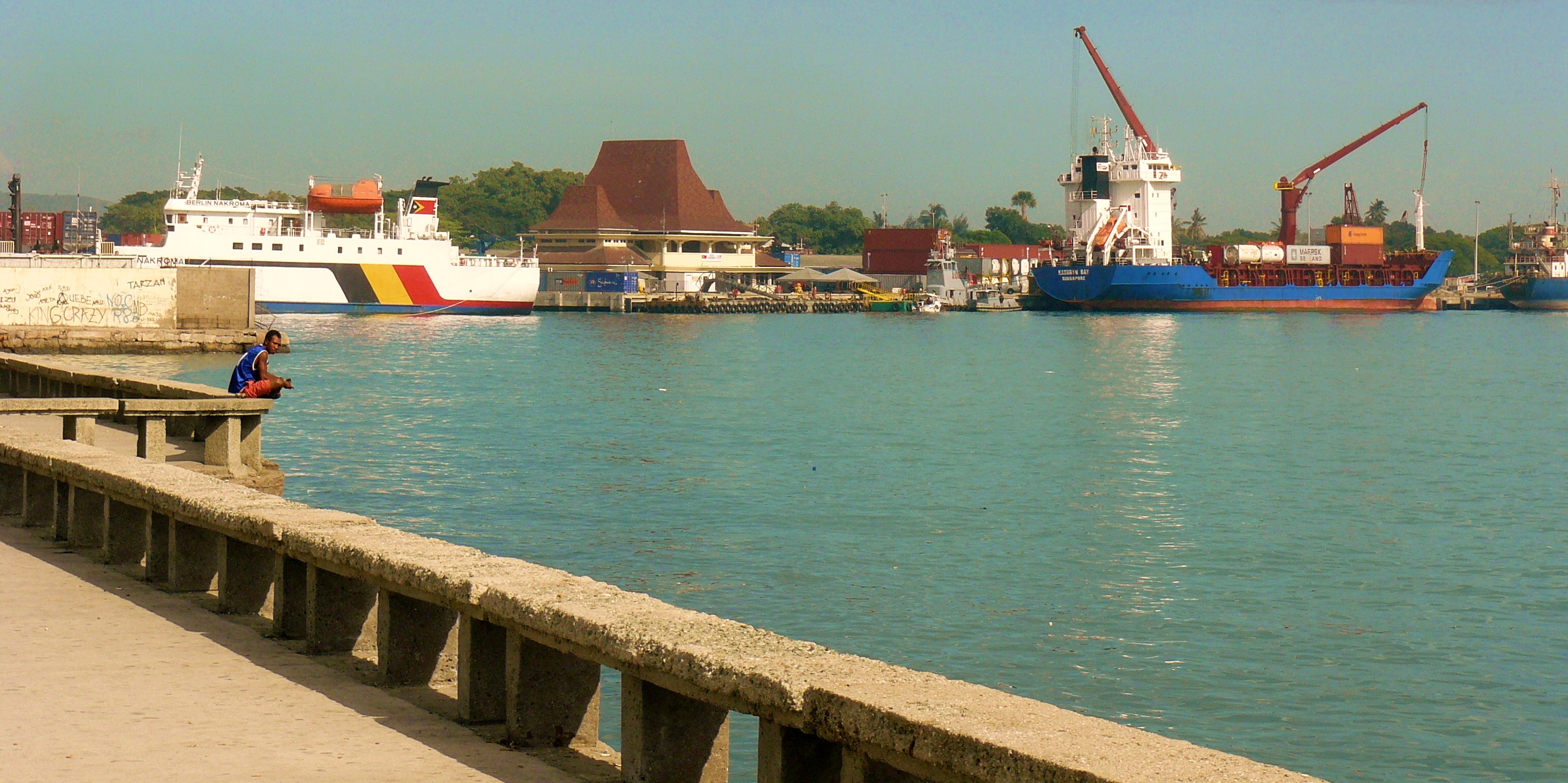
Der alte Hafen von Dili (Osttimor)

Neben dem Handel entwickelten sich in den Hafenstädten eine Reihe von Dienstleistungen im Umfeld des Schiffsverkehrs, so Werften und Betriebe für Schiffszubehör, Unterkünfte, Gastronomie und Rotlichtviertel, aber auch Hafenärzte oder die Hersteller von Kleidern und Schuhen fanden hier ihre Kunden. Aus der Herstellung und Weiterverarbeitung von Handelswaren entstanden industrielle Fertigungen, die vom Zugang zu Rohstoffen aus der ganzen Welt und Absatzmärkten jenseits des Meeres profitierten. An Bedeutung gewann in den Hafenstädten des Weiteren die hoheitliche Regelung von Zoll- und Steuerangelegenheiten und Gerichtsbarkeiten, die Streitfälle lösen und Verbrechen bekämpfen mussten. Dies führte teilweise zur Aufstellung eigener militärischer Mittel, zum Beispiel zur Bekämpfung der Piraterie. Manche Hafenstädte betrieben die Freibeuterei aber auch selbst und wurden wie Saint-Malo zu Piratennestern. Der Abschluss von Handelsabkommen erforderte ebenfalls ein Verständnis vielfältiger Probleme. Neben der politischen Absicherung durch exklusive Handelsverträge minimierten auch Schiffsversicherer das finanzielle Risiko der Handelsschifffahrt. Als Zollfreigebiet dienten Freihäfen, die von der Stadt abgetrennt wurden. Spezialisierungen von Häfen, wie etwa als reiner Marinestützpunkt (Kriegshafen), hatten ebenfalls Einfluss auf die jeweilige Hafenstadt. Der Übergang von der Segel- zur Dampfschifffahrt machte einige Hafenstädte zu wichtigen Kohlestationen.
Hafenstädte waren Einfallstore für die Einschleppung ansteckender Krankheiten aus weit entfernten Weltgegenden und wurden so zum Ausgangspunkt von Seuchenzügen wie etwa dem Schwarzen Tod des Mittelalters, der sich von Messina, Genua, Marseille und Venedig schnell über Europa ausbreitete. Hafenstädte waren andererseits auch Vorreiter der Seuchenhygiene. Die Hafenstadt Venedig führte ein Quarantänesystem ein, bei dem seuchenverdächtige Schiffe nicht in den Hafen einlaufen durften. Stattdessen wurde die Schiffsbesatzung 40 Tage lang (Quarantäne) auf zwei kleinen vorgelagerten Inseln (Isola) in Seuchenkrankenhäusern isoliert, dem Lazzaretto Nuovo und dem Lazzaretto Vecchio, von denen sowohl die Inseln als auch der Begriff Lazarett den Namen haben.
Versandete Häfen führten immer wieder auch zum wirtschaftlichen Niedergang von Städten, bis hin zur Bedeutungslosigkeit. Dieses Schicksal traf zum Beispiel die antiken Städte Milet und Ephesos oder in der Neuzeit Brading und Doesburg. Ausbaggerungen und Vertiefungen sollen dem vorbeugen und außerdem die Zufahrt größerer Schiffe ermöglichen. Der damit einhergehende Ausbau der Häfen beschleunigte sich vor allem im Zuge der Containerisierung ab den 1960er Jahren und hatte zur Folge, dass die Hafenanlagen weiter seewärts und damit von der Stadt weg wanderten, während kleinere Häfen an Bedeutung verloren.

## Kultur

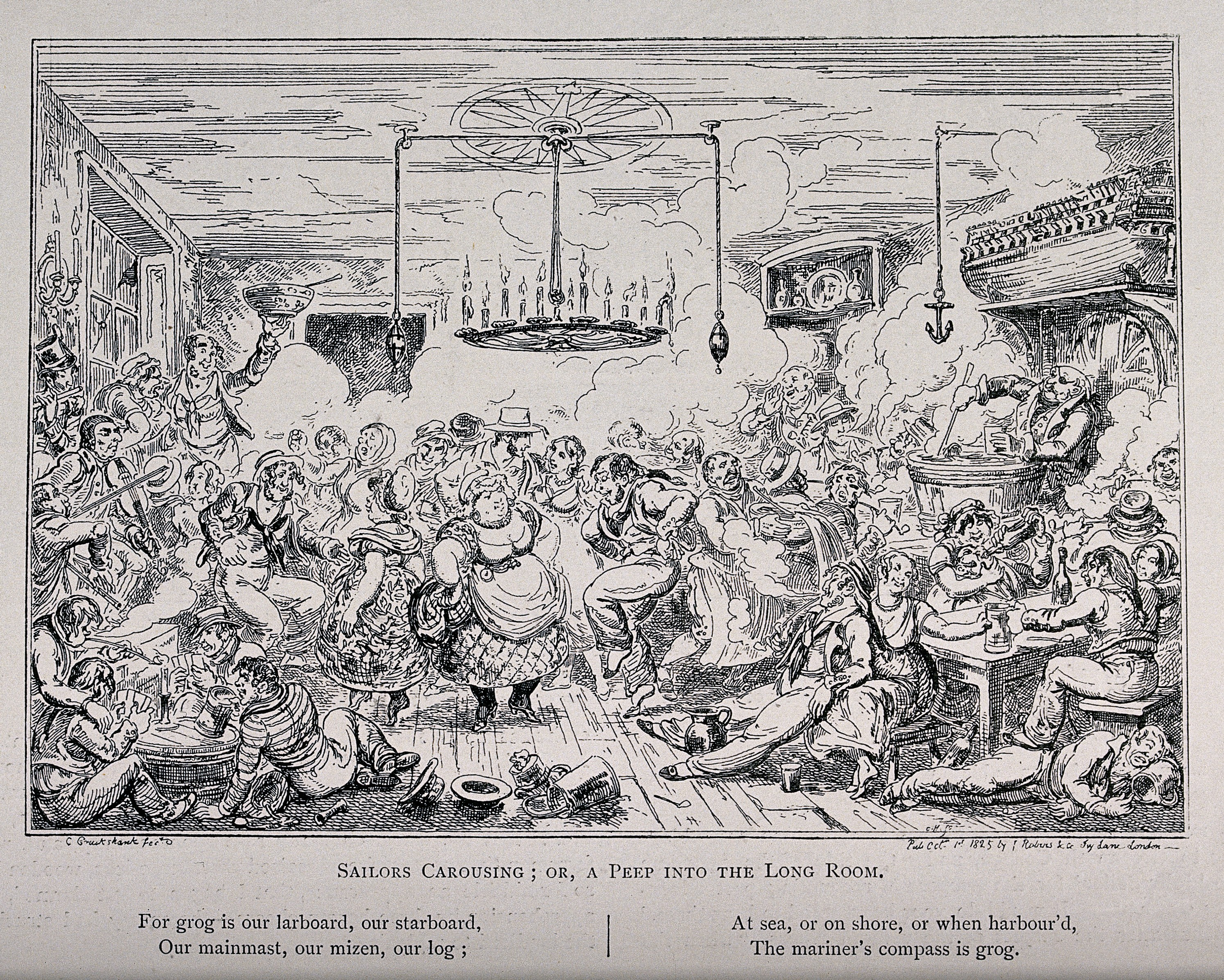
Betrunkene Seeleute in einer Hafenkneipe (ca. 1825)

Der Austausch von Wissen, Sprachen, Religionen und Ideologien förderte immer wieder das kulturelle Aufblühen von Hafenstädten. Die Verbindung zur Schifffahrt und die mit ihr verbundenen Tätigkeiten führten zu ausgeprägten lokalen Kulturen. Auch wenn moderne Einflüsse und der Verlust von vielen ausgelagerten Hafenfunktionen die Grundlagen dieser Kulturen zerstören, bleiben hafenstädtische Strukturen in den Hafenvierteln zunächst als Teil einer postindustriellen Vermarktung von Kultur und Industriegeschichte bestehen. Sie erhalten nach Möglichkeit eine andere Nutzung (Konversion), wie etwa die Speicherstadt und die Hafencity in Hamburg, die Überseestadt in Bremen, der Port Vell in Barcelona, der Porto Antico in Genua, die Docklands in London oder die Victoria & Alfred Waterfront in Kapstadt. Sie gewinnen dabei auch an Bedeutung als Touristenattraktion. Veranstaltungen wie Schiffsparaden und Hafenfeste oder die Anlehnung an Symbole der Seefahrt in der modernen Architektur wie beim Guggenheim-Museum Bilbao, dem Sydney Opera House oder der Elbphilharmonie in Hamburg werden zu Publikumsmagneten.
Als Sehnsuchtsort haben Hafenstädte ihren Eingang in zahlreichen Geschichten, Liedern und anderen Teilen der Kunst gefunden, sei es die Sehnsucht nach der Ferne oder nach der Heimat. Ingmar Bergman drehte 1948 den Film Hafenstadt. Einmal noch nach Bombay …, ein Seemannslied aus dem Jahr 1938, zählt die Hafenstädte in der Ferne auf, mit der anschließenden Rückkehr nach Hamburg, dem Heimathafen.